# MSC-Bianca-Typ
Die ULCS-Containerschiffe des MSC-Bianca-Typ werden in Langzeitchartern von der Reederei Mediterranean Shipping Company eingesetzt.

## Geschichte
Die sieben Einheiten umfassende Baureihe wurde ursprünglich im Juni 2015 von der norwegischen Reederei SinOceanic Shipping beim chinesischen Schiffbauunternehmen Jinhai Heavy Industry Company in Auftrag gegeben, um in Langzeitchartern von MSC betrieben zu werden. SinOceanics Muttergesellschaft, das chinesische Finanzunternehmen HNA Capital sollte die Finanzierung übernehmen, geriet nach der Fertigstellung der ersten beiden Einheiten MSC Bianca und MSC Aino im März und Juni 2019 aber in finanzielle Schieflage, woraufhin SinOceanic den Bau der restlichen fünf Schiffe aufgab. Nachdem die kanadische Seaspan Corporation den Bauauftrag übernommen und eine 18-jährige Langzeitcharter mit MSC ausgehandelt hatte, wurde die bei Jinhai Heavy Industry begonnene MSC Carole zur Werft Jiangsu New Yangzi Shipbuilding geschleppt und dort fertiggestellt. Jiangsu New Yangzi vollendete auch die restlichen Einheiten des Septetts. Die weitere Finanzierung der Baureihe wurde über die chinesische AVIC International Leasing abgewickelt, von der die einzelnen auf Einschiffsgesellschaften eingetragenen Schiffe in Langzeitchartern an MSC vermietet werden. Im September 2021 wurde das Typschiff MSC Carole abgeliefert. Alle Schiff der Klasse werden im MSC-Liniendiensten eingesetzt.

## Technik
Schiffbaulich sind die beim DNV klassifizierten Schiffe wie die Mehrzahl der schon in Betrieb befindlichen ULCS-Baureihen ausgelegt, wobei die Abmaße die Passage des erweiterten Panamakanals erlauben. Das Deckshaus ist etwa am Ende des vorderen Schiffsdrittels angeordnet, was einen verbesserten Sichtstrahl und somit eine höhere vordere Decksbeladung ermöglicht, während Schornstein und Maschinenanlage im hinteren Drittel liegen. Vor dem Deckshaus sind sechs 40-Fuß-Bays, dahinter neun 40'-Bays sowie eine 20'-Bay und hinter dem Maschinenaufbau vier weitere Bays angeordnet. Die Bunkertanks sind unterhalb des Aufbaus angeordnet; sie erfüllen die einschlägigen MARPOL-Vorschriften. Die Laderäume der Schiffe werden mit Pontonlukendeckeln verschlossen. Die maximale Containerkapazität wird mit 12.200 TEU angegeben. Weiterhin sind Anschlüsse für Integral-Kühlcontainer vorhanden. Die An- und Ablegemanöver werden durch ein Bugstrahlruder unterstützt.
Der Antrieb der Schiffe besteht jeweils aus einem Zweitakt-Dieselmotor, der auf einen einzelnen Festpropeller wirkt.

## Die Schiffe
| MSC-Bianca-Typ | MSC-Bianca-Typ         | MSC-Bianca-Typ | MSC-Bianca-Typ     | MSC-Bianca-Typ             |
| Bauname        | Bauwerft Baunummer     | IMO- Nummer    | Ablieferung        | Umbenennungen und Verbleib |
| -------------- | ---------------------- | -------------- | ------------------ | -------------------------- |
| MSC Bianca     | Jinhai J0236           | 9770749        | März 2019          | so in Fahrt                |
| MSC Aino       | Jinhai J0237           | 9770751        | Juli 2019          | so in Fahrt                |
| MSC Carole     | Jinhai + Jiangsu J0262 | 9785445        | 30. September 2021 | so in Fahrt                |
| MSC Alanya     | Jiangsu J0266          | 9785483        | November 2021      | so in Fahrt                |
| MSC Rayshmi    | Jiangsu J0263          | 9785457        | November 2021      | so in Fahrt                |
| MSC Eugenia    | Jiangsu J0264          | 9785469        | April 2022         | so in Fahrt                |
| MSC Cassandre  | Jiangsu J0265          | 9785471        | Mai 2022           | so in Fahrt                |
| Daten: Equasis |                        |                |                    |                            |